# Pseudotolithus senegalensis
Espèce
Statut de conservation UICN

 EN  : En danger
Pseudotolithus senegalensis est une espèce de poissons marins de la famille des Sciaenidae.

## Description
Pseudotolithus senegalensis peut mesurer jusqu'à 114 cm de longueur totale mais sa taille habituelle est d'environ 50 cm.  Son poids maximal enregistré est de 12 kg. Ce poisson de nourrit de poissons, de crevettes et de crabes.

## Répartition
Ce poisson se rencontre dans l'Atlantique est depuis les côtes du Maroc jusqu'à celles de l'Angola, mais sa présence est plus rare au nord du Sénégal. Il est présent depuis la surface et jusqu'à 70 m de profondeur.

## Systématique
Le nom valide complet (avec auteur) de ce taxon est Pseudotolithus senegalensis (Valenciennes, 1833).
L'espèce a été initialement classée dans le genre Otolithus sous le protonyme Otolithus senegalensis Valenciennes, 1833.
Ce taxon porte en français les noms vernaculaires ou normalisés suivants : Bar, Otolithe nain, Otolithe Sénégalais.
Pseudotolithus senegalensis a pour synonymes :
- Otolithus macroganathus (Bleeker, 1863)
- Otolithus macrognathus (Bleeker, 1863)
- Otolithus senegalensis Valenciennes, 1833
- Pseudotolithus macrognathus Bleeker, 1863
- Sciaena dux Bowdich, 1825
- Sciaena senegalensis (Valenciennes, 1833)

### Étymologie
Son épithète spécifique, composée de senegal et du suffixe latin -ensis, « qui vit dans, qui habite », lui a été donnée en référence à sa localité type, l'île de Gorée au Sénégal.

### Publication originale
- G. Cuvier et A. Valenciennes, Histoire naturelle des poissons, vol. 9, 1833, « Des Scombéroïdes ».